# Nachmanas Rachmilevičius
Nachmanas Rachmilevičius (ur. 25 maja 1876, zm. 27 stycznia 1942) – litewski polityk i dyplomata, jeden z liderów społeczności żydowskiej na Litwie, poseł na Sejm Republiki Litewskiej, wiceprezes Banku Litwy. 

## Życiorys
W 1918 wraz z Jakubem Wygodzkim i Szymonem Rozenbaumem został członkiem Taryby. W tym samym roku mianowano go wiceministrem przemysłu i handlu, później wchodził w skład zarządu Banku Litwy. W 1919 objął funkcję wiceprezesa Żydowskiej Rady Narodowej na Litwie. W 1920 uzyskał mandat posła do Sejmu Ustawodaczego Litwy. W 1923 lobbował za kandydaturą związanego z Agudą Bernarda Friedmana na ministra ds. żydowskich w rządzie Litwy, co doprowadziło do konfliktu w łonie społeczności żydowskiej. 
Po śmierci Szymona Rozenbauma został mianowany litewskim konsulem honorowym w Palestynie (1935–1941).